# Een paar maanden van mijn leven
Een paar maanden van mijn leven (volledige titel: Een paar maanden van mijn leven (oktober 2022 – maart 2023); oorspronkelijke Franse titel: Quelques mois dans ma vie) is een autobiografisch essay, tevens schotschrift, van de Franse schrijver Michel Houellebecq uit 2023, waarvan de Nederlandse vertaling door Martin de Haan in hetzelfde jaar verscheen.
In het boek komen twee schandalen aan bod, waarin Houellebecq in de genoemde periode verwikkeld was. Daarvan heeft er één betrekking op een interview waarin hij enkele controversiële uitspraken deed over de islam, en het andere op een seksueel expliciete video waarin hij te zien was en waarvan hij de verspreiding probeerde tegen te houden. In het eerste geval geeft Houellebecq zijn fout toe en belooft hij rectificatie; in het tweede geval presenteert hij zichzelf als het slachtoffer van een groep cynische pseudokunstenaars die misbruik maakten van zijn naïviteit.

## Inhoud

### Indeling
Het boek telt 112 pagina's en is eenvoudig ingedeeld in twee delen, '2022' en '2023' getiteld. Beide delen beginnen met een titelpagina met alleen het jaartal, gevolgd door een lege pagina. Daarna volgen de ongenummerde en titelloze hoofdstukken, slechts gemarkeerd door een inspringende tekst op een nieuwe pagina. Het eerste deel van 46 pagina's bevat twee hoofdstukken, het tweede deel van 62 pagina's telt vijf hoofdstukken.
Het boek telt diverse citaten, merendeels uit contracten en andere relevante documenten, maar er zijn ook citaten uit D'Aubignés epische gedicht Les Tragiques (1623), uit het werk van Baudelaire en uit zijn eigen roman Vernietigen (2022). Het drie pagina's tellende, Engelstalige filmcontract (release form) tussen Houellebecq en KIRAC is in zijn geheel afgedrukt; alleen de naam en het adres van de directeur van KIRAC (Stefan Ruitenbeek) en het adres van Houellebecq zijn onleesbaar gemaakt. Het boek bevat tevens twee rectificaties van passages uit een gesprek met Michel Onfray. Verder zijn er zeventien verklarende voetnoten van de vertaler, die onderaan de betreffende bladzijde zijn geplaatst.

### Samenvatting
| NB: Onderstaande tekst beoogt geen objectieve weergave van de gebeurtenissen te zijn. Het betreft een samenvatting van de standpunten van de auteur. |

In het boek behandelt Houellebecq twee 'affaires' die in de laatste maanden van 2022 en de eerste maanden van 2023 voor een groot deel zijn leven bepaalden. Het eerste was de polemiek die uitbrak na uitspraken door Houellebecq gedaan in een gesprek met Michel Onfray in het linkse, anti-Europese tijdschrift Front Populaire. Die gebeurtenis was de geruchtmakendste, maar in Houellebecqs ogen niet de ernstigste. Dat was het conflict met het Nederlandse kunstenaarscollectief KIRAC, door hemzelf de 'Houellebecqpornoaffaire' genoemd.

#### Uitspraken inFront Populaire
Naar aanleiding van het in november 2022 in Front Populaire gepubliceerde gesprek van Houellebecq met Onfray dient de rector van de Grote Moskee van Parijs een klacht in. Hij stoort zich aan enkele generalisaties, onder andere: "U zegt dat moslims allemaal dieven zijn". Na herlezing van het artikel is Houellebecq het met de rector eens; de bewuste passages zijn te schetsmatig, te kort door de bocht. Hij schaamt zich, maakt excuses en schrijft een tweetal rectificaties, waarin hij zijn standpunten nuanceert. De rector van de Grote Moskee accepteert dit. Houellebecq wacht op een mogelijkheid om de gerectificeerde versie van het artikel te publiceren. Front Populaire weigert; de rectificaties verschijnen voor het eerst in dit boek.
Op 13 januari 2023 krijgt de zaak een vervolg als Mohammed Moussaoui, voorzitter van de Unie van Franse Moskeeën (UMF), een aanklacht indient bij de rechtbank van Nanterre tegen Houellebecq, Onfray en Stéphane Simon. Die laatste is de uitgever van Front Populaire. In de dagen daarna keert een groot deel van de Franse pers zich tegen Houellebecq; ook Onfray en, iets minder duidelijk, Simon doen dat. Houellebecq volgt het gekrakeel op afstand, omdat hij zich bijna de hele maand januari op Guadeloupe bevindt, waar hij is voor opnames van de film Dans la peau de Blanche Houellebecq van Guillaume Nicloux. Bij terugkomst in Parijs breekt de hel los. Bij het 'islamofobie'-dossier heeft zich dan inmiddels het 'porno'-dossier gevoed (zie hieronder). Zijn oude vijanden maken zich vrolijk over hem; nieuwe vijanden voegen zich bij hen. Onder degenen die hem blijven steunen bevinden zich Bernard-Henri Lévy en Gérard Depardieu.
Op 3 maart 2023 lijdt hij zijn eerste gerechtelijke nederlaag. De rechtbank van Nanterre stelt Moussaoui in het gelijk. De media jubelen.

#### Conflict met KIRAC
De 'Houellebecqpornoaffaire' begint met een email van het personage 'de Kakkerlak' (Frans: le Cafard), verbonden aan het Amsterdamse kunstenaarscollectief KIRAC, met de mededeling dat hij in oktober 2022 in Parijs zal zijn met een ander personage, 'de Zeug', filosofiestudente, volgens de Kakkerlak fan van Houellebecq ("ik ben al sinds mijn achtste uw grootste fan"), en liefhebster van gangbangs. Houellebecq en zijn vrouw tonen zich geïnteresseerd en er vindt een eerste ontmoeting plaats in een Parijs restaurant tussen de Kakkerlak, de Zeug en Houellebecqs vrouw. Dan blijkt dat eerstgenoemden het gebeuren willen filmen voor het OnlyFans-account van de Zeug. De auteur wijdt op dit punt uit over het belang van fantasieën in seksualiteit en zijn relatieve onwetendheid met betrekking tot de hedendaagse pornografie. In het geval van de Zeug meent hij dat zij uit gulheid haar vrijpartijen met de wereld wil delen. Er wordt overeenstemming bereikt en de Kakkerlak filmt de ongeveer twee uur durende seksuele ontmoeting, waarbij Houellebecq en zijn vrouw maskers dragen. Het echtpaar is teleurgesteld, want de Zeug is in hun ogen te passief en te weinig biseksueel.
Pas later ontdekt Houellebecq dat OnlyFans een betaalde site is, wat hem onmiddellijk tegenstaat: "Ik heb veel respect voor prostituees, die een altijd moeilijk en soms gevaarlijk beroep hebben, maar die hun klanten reëel geluk schenken. Prostituee, dat vind ik nu echt een mooi beroep, een eervol en nobel beroep. Maar een virtuele prostituee, die geen risico's neemt en geen vreugde schenkt, die profiteert van de eenzaamheid van de arme sloebers die als tegenprestatie voor hun abonnement alleen een eenzame aftrekbeurt voor hun scherm krijgen, heeft iets waarvan ik moet walgen." Hij weigert toestemming om de video op OnlyFans te plaatsen. Toch zet hij het contact met de Kakkerlak voort, onder meer vanwege een in het vooruitzicht gestelde vernissage in Lovecraft-sfeer in Amsterdam.

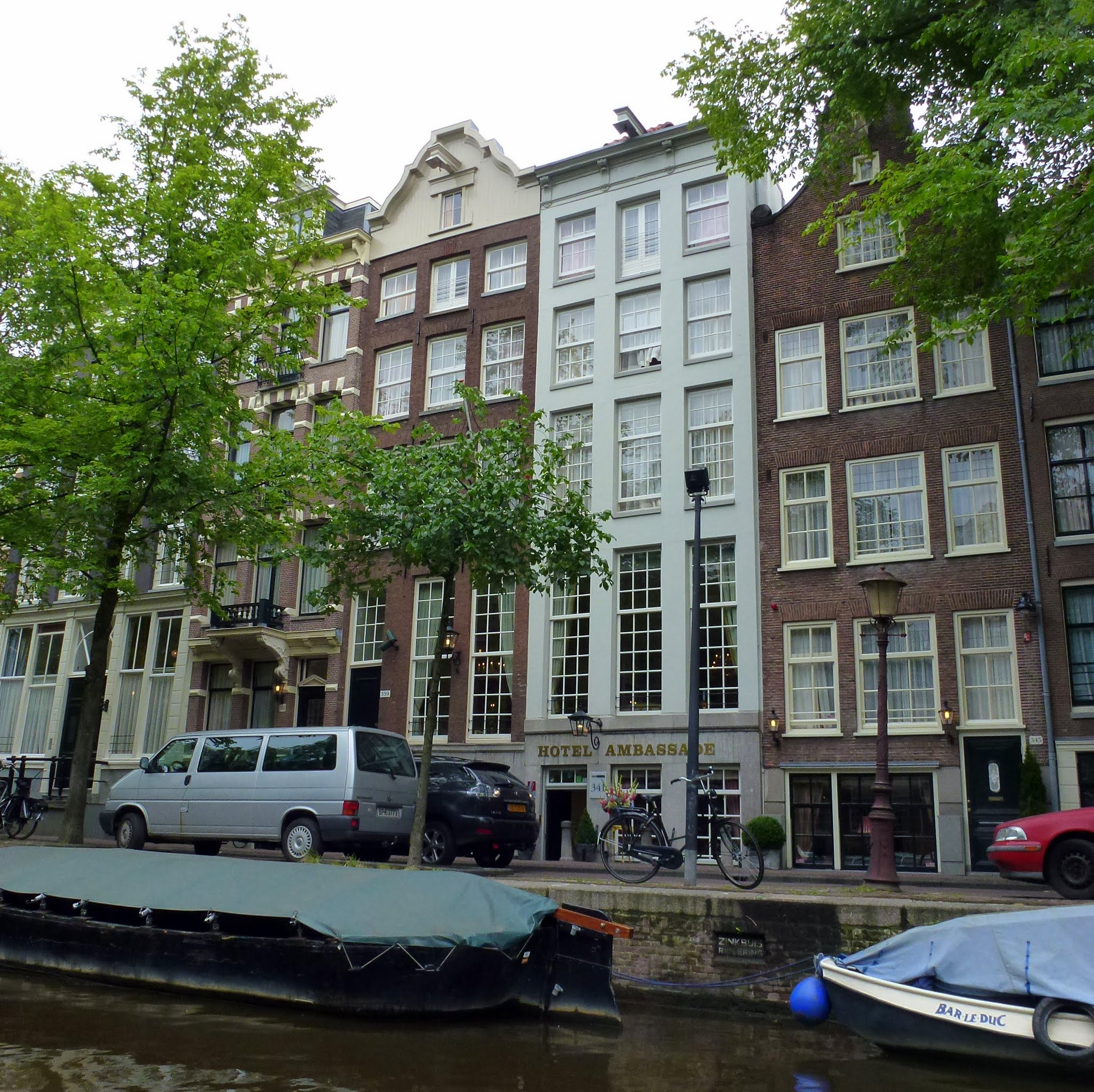
Hotel Ambassade aan de Herengracht in Amsterdam

Kort voor Kerstmis 2022 reizen de Houellebecqs naar Amsterdam, waar ze hun intrek nemen in het Hotel Ambassade. Gedurende hun verblijf, vanaf het moment van aankomst op het Centraal Station, worden ze ongevraagd gefilmd: "voor het eerst van mijn leven voelde ik me letterlijk behandeld als het onderwerp van een natuurfilm; ik kan dat moment moeilijk vergeten". Houellebecq tekent een contract dat hij nauwelijks bestudeert, omdat hij sowieso niet van plan is Kakkerlak nog verder ter wille te zijn. Op hun hotelkamer, terwijl de camera loopt, dient zich achter elkaar een drietal vrouwen aan die seks willen met het echtpaar. Daaronder bevinden zich de Zeug en de Kalkoen, beiden 'handlangers' van de Kakkerlak. Alle drie worden weggestuurd, evenals, scheldend, de Kakkerlak en zijn cameraman.
Terwijl begin januari in Frankrijk het 'islamofobie'-dossier volop in de aandacht staat, verspreid de door Kakkerlak uitgebrachte trailer zich over het internet. De Franse media ontdekken nu ook de 'Houellebecqporno'. Kakkerlak krijgt alle ruimte in de Franse pers, vooral bij het dagblad Libération. Houellebecq maakt zich aanvankelijk geen zorgen, omdat er immers nauwelijks pornografisch materiaal is geschoten in Amsterdam. Pas na herlezing van het door hem getekende contract, dringt het tot hem door dat het contract met terugwerkende kracht geldt en dus ook betrekking heeft op het eerder in Parijs geschoten materiaal.
Houellebecq verdiept zich in de werkwijze van de Kakkerlak en komt erachter dat hij niet het eerste slachtoffer is. Eerder is de filosoof Sid Lukkassen op een vergelijkbare manier vernederd in de film Honeypot (KIRAC 23). Bij het kijken naar Honeypot voelt Houellebecq voor het eerst dat seksualiteit iets smerigs kan zijn, terwijl zijn eigen seksualiteit juist de grootste vreugde van zijn leven is. Het idee is ondraaglijk "dat het enige spoor dat zou overblijven van mijn seksleven, het levendigste deel van mijn leven, een middelmatige geslachtsdaad met een bewegingloze zeug zou zijn, gefilmd door een ontaarde kakkerlak, het geheel ontegenzeglijk van een totale lelijkheid. Ik verdiende beter dan dat; iedereen verdient beter dan dat." Hij gaat zelfs zover om zijn eigen gevoelens van walging en afkeer van seks na de ervaring met KIRAC te vergelijken met die van slachtoffers van verkrachting.
Houellebecq poogt de verdorvenheid van Kakkerlak te bevatten, wiens grote held Pablo Picasso is. Zijn conclusie: "Al met al heeft de Kakkerlak, hoewel hij de belangrijkste kenmerken van de moderniteit heeft overgenomen, geen enkele vernieuwing voortgebracht, zelfs niet in het Kwaad. Hij moet ook niet worden geclassificeerd als roofdier, maar als parasiet, omdat hij alleen kan overleven binnen een groter organisme. Zijn besluit om mij kapot te maken na me te hebben gebruikt kan daarom verbazing wekken." Er blijkt op de achtergrond nog een kwaadaardiger personage dan de Kakkerlak te hebben meegespeeld: de Adder, de levensgezellin van de Kakkerlak en de ware theoreticus van de beweging: "Slechte, intrieste Adder; ze was intellectueel superieur aan de Kakkerlak, maar fysiek toch zijn slachtoffer, zodat ze op afstand het lot herhaalde van de vrouwen die de pech hadden gehad het pad van Pablo Picasso te kruisen."
Op 28 maart leidt Houellebecq zijn tweede gerechtelijke nederlaag, deze keer in de Rechtbank Amsterdam. Op advies van zijn agent besluit hij hoger beroep aan te tekenen. Tegelijkertijd krijgt hij twijfels over het nut van al die procedures. Zijn vrienden verbazen zich erover dat hij zich zo opwindt. Drie dagen na de uitspraak van de rechter in Amsterdam besluit hij dit boek te schrijven. Op 16 april is het boek klaar. De zitting in hoger beroep is twee dagen later.

### Stijl
Een paar maanden van mijn leven heeft het karakter van een schotschrift of pamflet, zoals Houellebecq er meerdere heeft geschreven, voor een deel verschenen in zijn verzamelde essays, De koude revolutie (2004) en Nader tot de ontreddering (2022). Zoals gebruikelijk bij Houellebecq, combineert hij verschillende literaire stijlen; sommige stukken zijn venijnig, pamflettistisch geschreven, andere meer beschouwend, essayistisch, of zelfs poëtisch. De pamflettistische stijl komt onder andere tot uiting in het gebruik van beledigende spotnamen ("de Kakkerlak", "de Zeug", "de Kalkoen" en "de Adder") en scheldwoorden ("kutkakkerlak", "perfecte klootzak", "gewetenloze klootzak", "parasiet", "papzak"). De voorstelling van het personage de Kakkerlak als 'het Kwaad' (telkens met hoofdletter geschreven) is een voorbeeld van zowel personificatie als van hyperbool.
Het pamflet heeft tevens onmiskenbaar de kenmerken van een egodocument. De schrijver waagde zich, ondanks zijn grote bedenkingen, tweemaal eerder aan een vergelijkbaar genre. De eerste keer was het stuk 'Mourir' (Nederlands: 'Doodgaan'), een verzameling dagboekachtige notities, die hij schreef in een periode van diepe depressie na het voltooien van Mogelijkheid van een eiland en de verschijning van een niet-geautoriseerde biografie over zijn persoon. De tweede keer, iets minder eenduidig, was in 2008 in een briefwisseling met Bernard-Henri Lévy, Ennemis publics (Publieke vijanden. Een steekspel in brieven). Dat boek bevat tal van autobiografische details en beschouwingen. Over het genre van de autobiografie schreef Houellebecq in 'Doodgaan': "ik heb niet zoveel op met autobiografie, en niet veel meer met dagboeken; ik beschouw die twee genres als primitieve vormen van scheppen, die zich niet weten te verheffen tot de waarheid van de roman en ook niet het niveau van pure emotie weten te bereiken dat poëzie eigen is".

## Publicatie

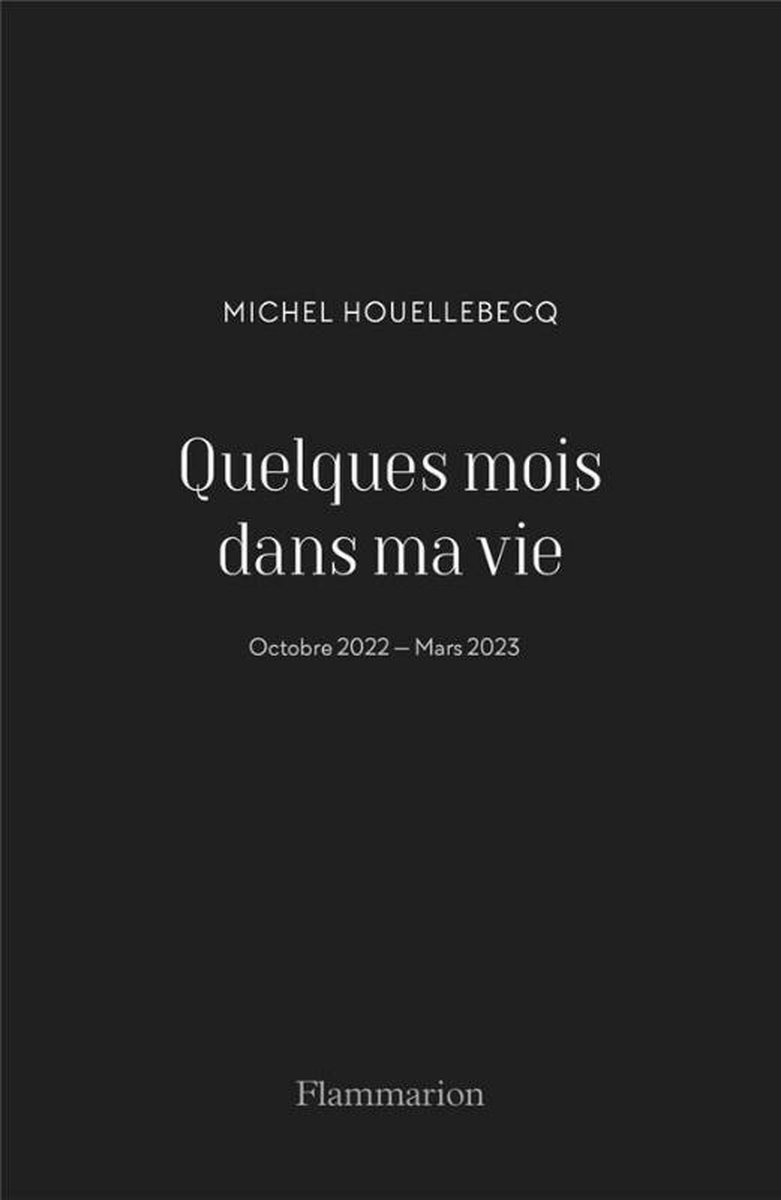
Boekomslag van de oorspronkelijke, Franstalige uitgave (2023)

Quelques mois dans ma vie verscheen in Frankrijk op 24 mei 2023 bij Houellebecqs vaste uitgever Flammarion.
De Nederlandse vertaling door Martin de Haan verscheen op 12 september 2023 bij De Arbeiderspers als paperback en e-boek. De uitgave werd mogelijk gemaakt door een bijdrage van het Anthonia Bloembergen Fonds, beheerd door het Prins Bernhard Cultuurfonds.

### Uitgaven (selectie)
Quelques mois dans ma vie is anno 2024 in minstens acht talen gepubliceerd. Een Engelse vertaling ontbreekt nog.
- (fr)  Michel Houellebecq: Quelques mois dans ma vie. Uitgever: Flammarion (originele uitgave: 24 mei 2023)
- (it)  Michel Houellebecq & Milena Zemira Ciccimarra (vertaler): Qualche mese della mia vita. La Nave di Teseo (30 mei 2023)
- (es)  Michel Houellebecq & Jaime Zulaika (vertaler): Unos meses de mi vida. Anagrama (5 juli 2023)
- (de)  Michel Houellebecq & Stephan Kleiner (vertaler): Einige Monate in meinem Leben. Dumont Verlag (18 juli 2023)
- (nl)  Michel Houellebecq & Martin de Haan (vertaler): Een paar maanden van mijn leven. De Arbeiderspers (12 september 2023)
- (pt)  Michel Houellebecq & Manuel S. Fonseca (vertaler): Alguns Meses na Minha Vida. Guerra & Paz (1 oktober 2023)

### Ontvangst
Het verschijnen van Quelques mois dans ma vie riep in Frankrijk vooral negatieve reacties op. De recensent van Le Monde vond het boek saai en verbaasde zich over Houellebecqs vreemde interpretatie van het begrip 'toestemming'. Het linkse Libération vroeg zich zelfs af: "Is Houellebecq gek geworden?" Het invloedrijke tijdschrift Les Inrockuptibles beschreef het boek als "een slaapverwekkende wraakoefening zonder enige literaire kwaliteit". L'Express was positiever en noemde het "een levendig en openhartig verhaal".
Ook de buitenlandse pers had weinig positiefs te melden over het boek. De Frankfurter Allgemeine Zeitung vond dat Houellebecq zijn slechtste boek had gepubliceerd: "autobiografisch proza met porno-elementen" en een "belachelijk en cynisch slachtofferverhaal". The Times Literary Supplement betoogde dat Houellebecq in dit boek "het slechtste in zichzelf naar voren brengt". De recensent van de Los Angeles Review of Books las al deze negatieve reacties en vroeg zich af of het boek toch nog enige verdienste heeft: "Mijn antwoord is een volmondig ja, wat een tweede vraag oproept: wat zegt de eensgezinde afkeuring waarmee het boek is ontvangen over degenen die deze kritiek leveren? De antwoorden op beide vragen zijn verbonden met Houellebecqs constante en harde kritiek op de huidige staat van de westerse waarden, waarvan dit boek wellicht de duidelijkste en meest bondige uitdrukking is in zijn hele oeuvre."
De spaarzame Nederlandstalige recensies waren eveneens overwegend negatief. Geert Sels meldde in De Standaard, nog voor de verschijning van het boek: "Houellebecq heeft weer voldoende rel bij elkaar geleefd om er een roman uit te puren". Sjoerd de Jong omschreef het in NRC Handelsblad als "een getergd boekje [...] dat zowel biecht als exorcisme wil zijn". Eline Huisman recenseerde Een paar maanden van mijn leven voor zowel de Volkskrant als De Morgen en sprak van een "literaire klaagzang" waarin Houellebecq zichzelf schetst "als het ultieme slachtoffer": "Verteerd door schaamte en wraakzucht over zijn mislukte porno-avontuur met kunstcollectief Kirac rijgt de Franse sterauteur verwijten en beledigingen aaneen. [...] Zijn klaagzang is weliswaar goed geformuleerd, maar biedt weinig echt nieuwe inzichten. En opkomend medelijden smoort Houellebecq met zijn eigen genadeloosheid, die gaandeweg langdradig wordt."